# Merle Oberon
Merle Oberon, nome d'arte di Estelle Merle O'Brien Thompson, precedentemente nota con lo pseudonimo di Queenie O'Brien (Bombay, 19 febbraio 1911 – Malibù, 23 novembre 1979), è stata un'attrice britannica naturalizzata statunitense.

## Biografia
Merle Oberon nacque in India, allora parte dell'Impero britannico. Sebbene alcune fonti riportino come genitori dell'attrice l'ingegnere ferroviario inglese Arthur O'Brien Thompson e Charlotte Selby, infermiera cingalese di padre britannico , la sua origine è controversa. Altre fonti sostengono che Arthur O'Brien Thompson e Charlotte Selby fossero in realtà i suoi nonni, e che la sua vera madre fosse la figlia maggiore di questi, Constance, che Merle considerò sempre sua sorella . Durante tutta la sua carriera l'attrice dovette lottare tenacemente per tenere nascoste le sue origini miste e quando la madre la raggiunse in America la presentò come la sua cameriera personale.
Nel 1914, all'età di tre anni, perse il padre, che morì a causa di una polmonite mentre serviva sul fronte occidentale durante la prima guerra mondiale. Dopo aver trascorso un'esistenza in assoluta povertà a Calcutta, dove iniziò gli studi al La Martiniere College, la giovane abbandonò presto la scuola per iscriversi alla Calcutta Amateur Dramatic Society.

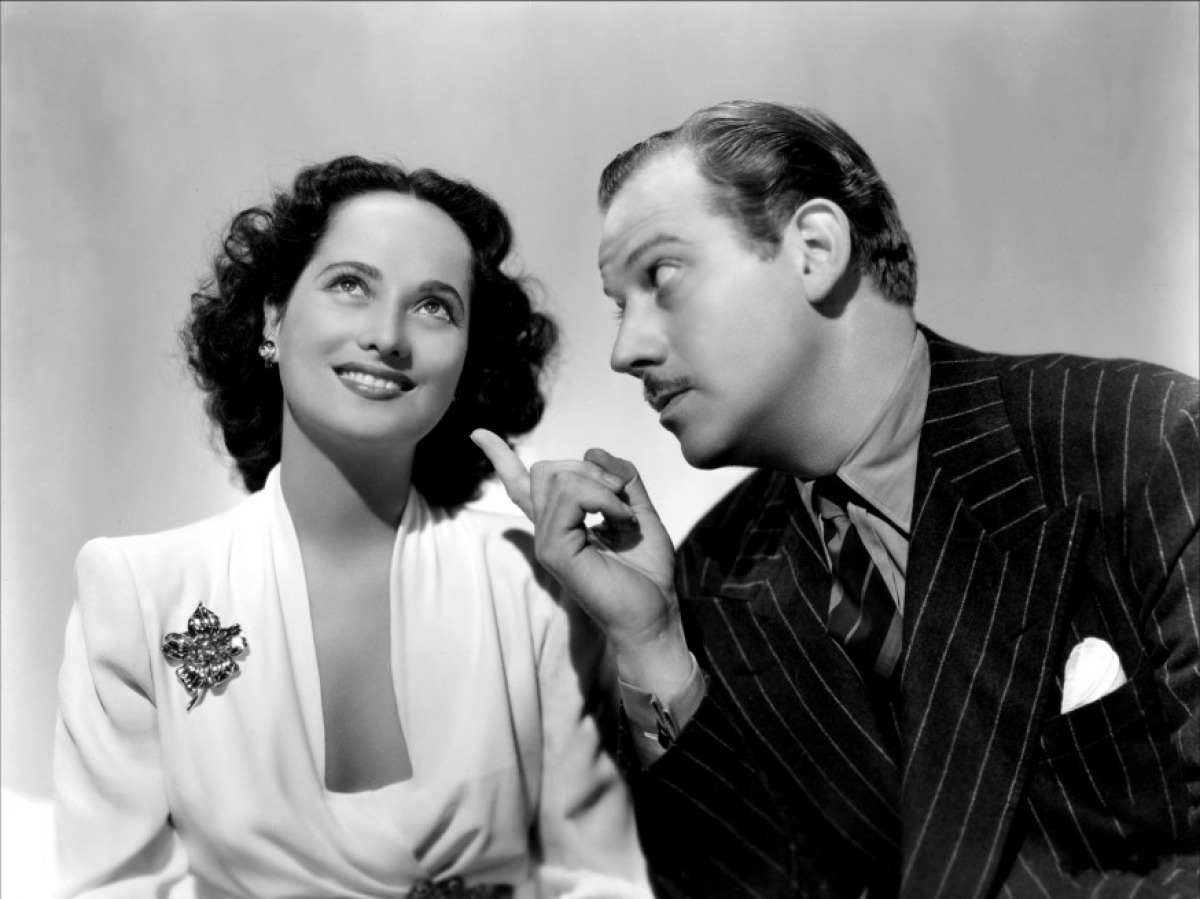
Merle Oberon trentenne e Melvyn Douglas in Quell'incerto sentimento

Appassionatasi ben presto al cinema, nel 1929 la Oberon conobbe un sedicente attore che le promise di introdurla nell'ambiente cinematografico dei Victorine Studios e di metterla in contatto con il regista Rex Ingram; tuttavia, quando l'uomo venne a conoscenza delle sue origini meticce, interruppe la relazione senza lasciare tracce. La giovane non si arrese e, insieme a sua madre, partì per l'Europa raggiungendo Nizza. Rex Ingram rimase colpito dalla sua esotica bellezza e la scritturò per una piccola parte.
Nel 1928 si trasferì in Inghilterra, dove lavorò in un night club con il nome d'arte di Queenie O'Brien e recitò in piccole parti non accreditate per diverse pellicole. La sua carriera cinematografica prese slancio quando conobbe il regista Alexander Korda, che si interessò a lei e la fece recitare nel ruolo di Anna Bolena nella pellicola Le sei mogli di Enrico VIII (1933), a fianco di Charles Laughton, mentre nel 1934 le fece interpretare la parte della moglie di Sir Percy Blakeney ne La Primula Rossa (1934), al fianco di Leslie Howard, con il quale la Oberon ebbe una breve relazione.
Dopo essere stata scritturata per il kolossal storico I, Claudius (1937), nuovamente sotto la direzione di Korda e al fianco di Charles Laughton, la Oberon dovette rinunciare alle riprese a causa di un grave incidente che costrinse la produzione ad abbandonare del tutto la realizzazione della pellicola. Le ferite riportate nell'incidente lasciarono profonde e indelebili cicatrici sul suo volto, pregiudicando la sua carriera professionale e la sua vita personale. Solo grazie all'abilità dei tecnici delle luci e dei truccatori dei suoi film, il pubblico non si accorse mai di questo tragico mutamento nel suo aspetto.

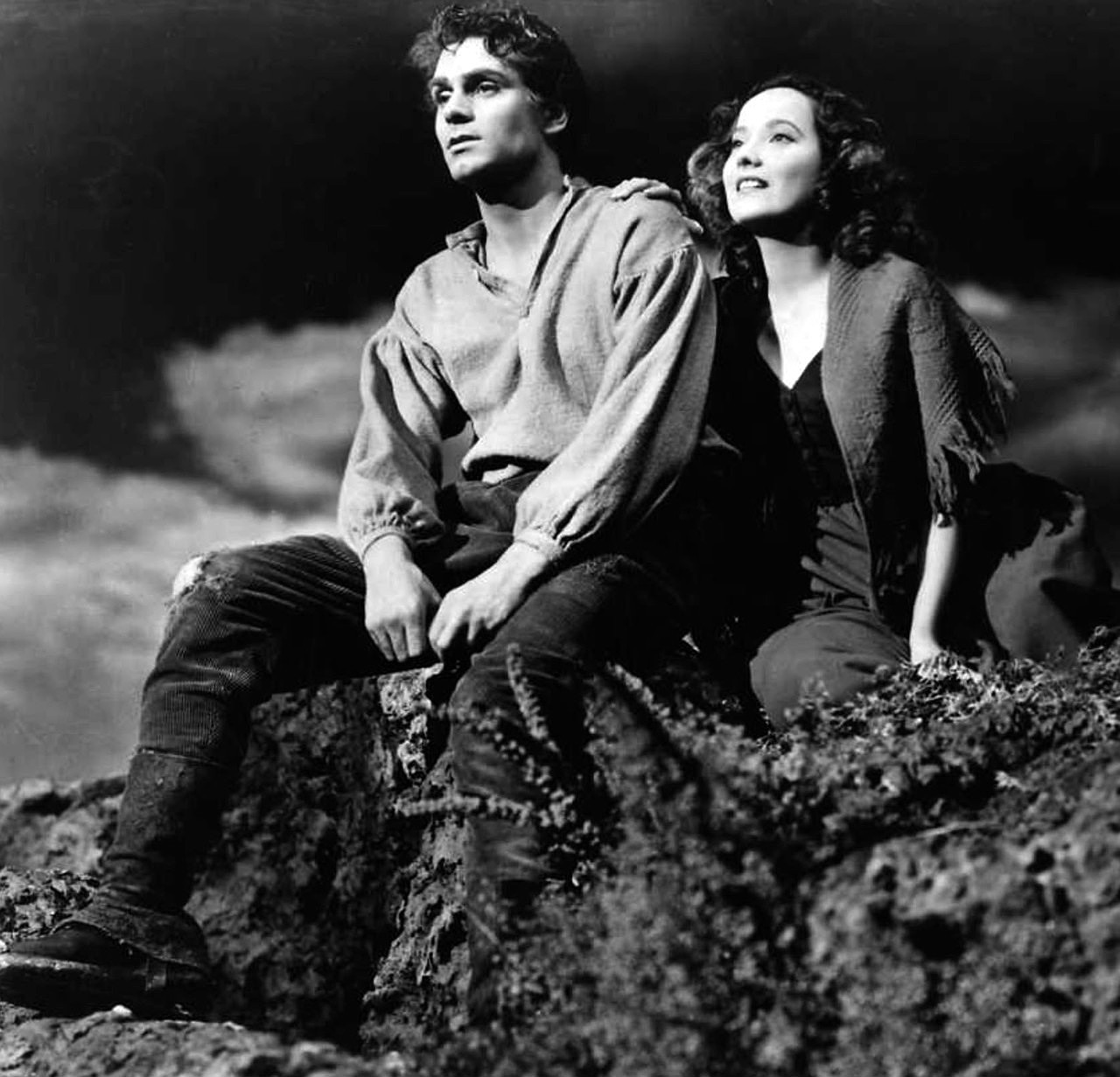
Merle Oberon e Laurence Olivier in Cime tempestose

Grazie all'appoggio di Alexander Korda, che sposò nel 1939, la Oberon proseguì brillantemente la carriera, fino al punto di decidere di tentare l'avventura hollywoodiana. Quando Korda cedette parte del suo contratto al produttore statunitense Samuel Goldwyn, quest'ultimo ingaggiò l'attrice per farle interpretare il film L'angelo delle tenebre (1935) di Sidney Franklin, che le valse una candidatura all'Oscar alla miglior attrice. Successivamente la Oberon ottenne il ruolo di Cathy in Cime tempestose (1939) di William Wyler, tratto dal romanzo della scrittrice inglese Emily Brontë. Ad affiancarla come co-protagonista nel ruolo di Heathcliff fu Laurence Olivier; l'attore britannico aveva inizialmente tentato di imporre alla produzione per il ruolo di protagonista la propria compagna Vivien Leigh, ma senza esito: la Oberon si assicurò la parte di Cathy, e la Leigh si preparò a impersonare Rossella O'Hara, indomita eroina protagonista di Via col vento (1939) di Victor Fleming. 
Attiva soprattutto negli anni quaranta, nel 1945 la Oberon interpretò un altro importante ruolo, la scrittrice George Sand in L'eterna armonia di Charles Vidor, e nel 1954 impersonò Joséphine de Beauharnais nella pellicola Désirée di Henry Koster, accanto a Marlon Brando. Tra le sue ultime apparizioni al cinema si segnalano Amore e desiderio (1963) di Richard Rush e Intrighi al Grand Hotel (1967) di Richard Quine. Recitò per l'ultima volta in un film nel 1973.
Nel settembre 1949 fu colpita da una tragedia personale: l'imprenditore italiano Giorgio Cini, con cui l'attrice era fidanzata all'epoca, morì sotto i suoi occhi in un incidente aereo, appena dopo il decollo dall'aeroporto di Cannes.
Successivamente sposò l'imprenditore Bruno Pagliai, primo Presidente della società TAMSA (Tubos de Acero de Mèxico) primo stabilimento di produzione di tubi in acciaio inossidabile senza saldatura, a Veracruz (Mexico). Entrambi poi adottarono un bambino ed una bambina.
La Oberon morì d'infarto il 23 novembre 1979 a Malibù in California, all'età di 68 anni, dopo che si era da tempo ritirata dalle scene. È sepolta al Forest Lawn Memorial Park Cemetery di Glendale, presso Los Angeles (California).

## Citazioni e omaggi
- Il nome di Merle Oberon è iscritto fra quello delle celebrità della Hollywood Walk of Fame.
- La sua storia è la base del romanzo Queenie scritto dal nipote Michael Korda, dal quale venne poi prodotta nel 1987 la miniserie televisiva Queenie - La stella di Calcutta.

## Filmografia parziale

### Cinema
- Le tre passioni (The Three Passions), regia di Rex Ingram (1929) (non accreditata)
- The W Plan, regia di Victor Saville (1930) (non accreditata)
- Alf's Button, regia di W.P. Kellino (1930) (non accreditata)
- A Warm Corner, regia di Victor Saville (1930) (non accreditata)
- Never Trouble Trouble, regia di Lupino Lane (1931) (non accreditata)
- Fascination, regia di Miles Mander (1931) (non accreditata)
- Service for Ladies, regia di Alexander Korda (1932) (non accreditata)
- Ebb Tide, regia di Arthur Rosson (1932) (non accreditata)
- Aren't We All?, regia di Harry Lachman (1932) (non accreditata)
- Men of Tomorrow, regia di Zoltán Korda e Leontine Sagan (1932)
- Sposatevi ragazzi (Wedding Rehearsal), regia di Alexander Korda (1932)
- For the Love of Mike, regia di Monty Banks (1932) (non accreditata)
- Strange Evidence, regia di Robert Milton (1933) (non accreditata)
- Le sei mogli di Enrico VIII (The Private Life of Henry VIII), regia di Alexander Korda (1933)
- The Battle, regia di Nicolas Farkas e Viktor Tourjanski (1934)
- Le ultime avventure di Don Giovanni (The Private Life of Don Juan), regia di Alexander Korda (1934)
- L'evaso dall'isola del diavolo (The Broken Melody), regia di Bernard Vorhaus (1934)
- La Primula Rossa (The Scarlet Pimpernel), regia di Harold Young (1934)
- Folies Bergère de Paris, regia di Roy Del Ruth (1935)
- L'angelo delle tenebre (The Dark Angel), regia di Sidney Franklin (1935)
- La calunnia (These Three), regia di William Wyler (1936)
- Il nemico amato (Beloved Enemy), regia di H.C. Potter (1936)
- I, Claudius, regia di Josef von Sternberg (1937) (incompiuto)
- L'avventura di Lady X (The Divorce of Lady X), regia di Tim Whelan (1938)
- La dama e il cowboy (The Cowboy and the Lady), regia di H.C. Potter (1938)
- Cime tempestose (Wuthering Heights), regia di William Wyler (1939)
- Nel mondo della luna (Over the Moon), regia di Thornton Freeland (1939)
- Il leone ha le ali (The Lion Has Wings), regia di Adrian Brunel e Brian Desmond Hurst (1939)
- Trovarsi ancora (Til We Meet Again), regia di Edmund Goulding (1940)
- Quell'incerto sentimento (That Uncertain Feeling), regia di Ernst Lubitsch (1941)
- Con mia moglie è un'altra cosa (Affectionately Yours), regia di Lloyd Bacon (1941)
- Lydia, regia di Julien Duvivier (1941)
- Per sempre e un giorno ancora (Forever and a Day), regia di Edmund Goulding e Cedric Hardwicke (1943)
- Sacrificio supremo (First Comes Courage), regia di Dorothy Arzner (1943)
- La taverna delle stelle (Stage Door Canteen), regia di Frank Borzage (1943)
- Il pensionante (The Lodger), regia di John Brahm (1944)
- Acque scure (Dark Waters), regia di André De Toth (1944)
- L'eterna armonia (A Song to Remember), regia di Charles Vidor (1945)
- Questo nostro amore (This Love of Ours), regia di William Dieterle (1945)
- Notte di paradiso (A Night in Paradise), regia di Arthur Lubin (1946)
- Tentazione (Temptation), regia di Irving Pichel (1946)
- L'amore senza volto (Night Song), regia di John Cromwell (1948)
- Il treno ferma a Berlino (Berlin Express), regia di Jacques Tourneur (1948)
- Pardon My French, regia di Bernard Vorhaus (1951)
- Un giorno... tutta la vita (24 Hours of a Woman's Life), regia di Victor Saville (1952)
- Dans la vie tout s'arrange, regia di Marcel Cravenne (1952)
- Todo es posible en Granada, regia di José Luis Sáenz de Heredia (1954)
- Désirée, regia di Henry Koster (1954)
- Così parla il cuore (Deep in My Heart), regia di Stanley Donen (1954)
- Il prezzo della paura (The Price of Fear), regia di Abner Biberman (1956)
- Amore e desiderio (Of Love and Desire), regia di Richard Rush (1963)
- Tramonto di un idolo (The Oscar), regia di Russell Rouse (1966)
- Intrighi al Grand Hotel (Hotel), regia di Richard Quine (1967)
- Interval, regia di Daniel Mann (1973)

### Televisione
- Schlitz Playhouse of Stars, nell'episodio "The Journey" (1953)
- The Best of Broadway, nell'episodio "The Man Who Came to Dinner" (1954)
- The Ford Television Theatre, negli episodi "Allison, Ltd." (1953) e "Second Sight" (1955)
- Four Star Playhouse, negli episodi "Sound Off, My Love" (1953), "Love at Sea" (1953), "Eddie's Place" (1955) e "The Frightened Woman" (1955)
- The 20th Century-Fox Hour – serie TV, episodio 1x01 (1955)
- Letter to Loretta, negli episodi "Moment of Decision" (1955) e "The Bracelet" (1955)
- Climax! – serie TV, episodio 2x23 (1956)
- General Electric Theater, nell'episodio "I Will Not Die" (1957)
- Assignment Foreign Legion (1957) Serie TV

## Doppiatrici italiane
- Giovanna Scotto in L'angelo delle tenebre, Il nemico amato, La dama e il cowboy, Supremo sacrificio, Acque scure
- Lia Orlandini in La voce nella tempesta
- Rina Morelli in L'eterna armonia
- Andreina Pagnani in Désirée
- Dhia Cristiani in Amore e desiderio
- Gabriella Genta in Intrighi al Grand Hotel
- Lydia Simoneschi in Le sei mogli di Enrico VIII (primo ridoppiaggio)
- Fiorella Betti in Le sei mogli di Enrico VIII (secondo ridoppiaggio)
- Elena Da Venezia in La Primula Rossa (primo ridoppiaggio)[4]
- Melina Martello in La Primula Rossa (secondo ridoppiaggio)
- Paola Bacci in La calunnia (ridoppiaggio)[5]
- Rita Savagnone in La voce nella tempesta (ridoppiaggio)
- Paila Pavese in Quell'incerto sentimento (ridoppiaggio)[6]
- Cristina Boraschi in L'eterna armonia (ridoppiaggio)

## Riconoscimenti
- Premi Oscar 1936 - Candidatura come Miglior attrice per L'angelo delle tenebre